# ناودان چلیپایی

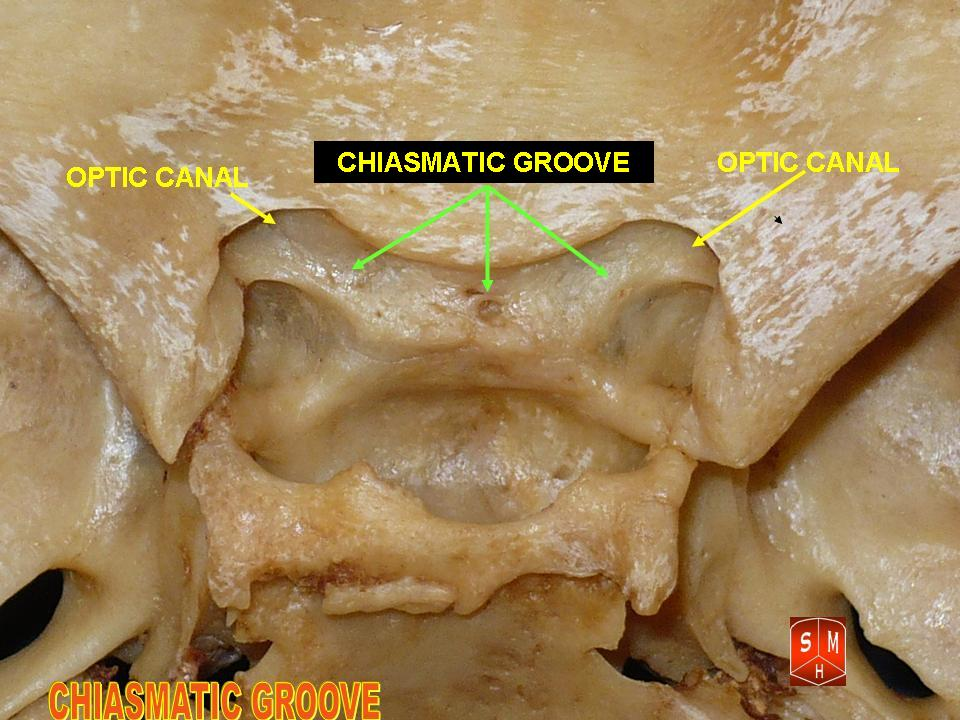
ناودان چلیپایی.

در کالبد انسان، سطح فوقانی تنه استخوان پروانه‌ای (اسفنوئید) از پشت به‌وسیله یک برجستگی محدود می‌شود که مرز قدامی یک شیار عرضی باریک را تشکیل می‌دهد. این شیار، ناودان چلیپایی نامیده می‌شود. نام‌های دیگر آن عبارتند از ناودان کیاسماتیک (chiasmatic groove) یا ناودان بینایی، شیار پیش‌چلیپایی (prechiasmatic sulcus). در بالا و پشت این شیار، کیاسمای بینایی عصب ۲ جمجمه‌ای (عصب بینایی) قرار دارد.
ناودان چلیپایی از دو سو به سوراخ بینایی ختم می‌شود که عصب بینایی و سرخرگ چشمی را به کاسه چشم منتقل می‌کند.